# Provincia de Tarapacá (Perú)
La provincia de Tarapacá fue una antigua división territorial del Perú, que existió desde 1837 hasta 1883. La capital de esta provincia era la ciudad de Iquique. Con la creación del departamento de Tarapacá en 1878 la capital se trasladó a la ciudad de Tarapacá. La provincia se limita al norte de la provincia de Arica, al este y al sur con Bolivia y al oeste con el Océano Pacífico. Los peruanos constituían una minoría en la provincia, ya que tanto chilenos como bolivianos eran más numerosos. 
- Es creado en 1837, y forma parte del departamento Litoral.
- En 1853, se crea el departamento de Moquegua, con las provincias de Moquegua, Tacna, Arica y Tarapacá.
- En 1868, se crea la Provincia Litoral de Tarapacá, con capital en la ciudad de Iquique, separándola del departamento de Moquegua.
- En 1878, se crea el departamento de Tarapacá, con las provincias de Tarapacá e Iquique.

## División política
En 1878, esta provincia se divide en los siguientes distritos:
- Tarapacá
- Mamiña
- Chiapa
- Sibaya
- Camiña

## Capital
La capital de esta provincia era la ciudad de Iquique.
Con la creación del Departamento de Tarapacá en 1878, la Capital de esta provincia pasó a ser la ciudad de Tarapacá.